# Camille Doncieux
Camille-Léonie Doncieux (La Guillotière, 15 gennaio 1847 – Vétheuil, 5 settembre 1879) è stata la moglie di Claude Monet, dal quale ebbe due figli, che la ritrasse in molti dei suoi dipinti. Doncieux compare anche nelle tele di Pierre-Auguste Renoir e Édouard Manet.

## Biografia

### Primi anni di vita
Camille-Léonie Doncieux nacque il 15 gennaio 1847 nella città di La Guillotière, che è oggi un quartiere di Lione, dal commerciante Charles Claude Doncieux e Leonie-Françoise (nata Manéchalle). Assieme alla famiglia, Camille si trasferì, durante gli anni del Secondo Impero francese (1852-1870), in una zona vicina alla Sorbona di Parigi.  Poco dopo il 1857, anno della nascita della sorella Geneviève-François, andò a vivere a Batignolles, una zona oggi situata nella parte nord-occidentale di Parigi che era allora frequentata dagli artisti, e iniziò a lavorare come modella.

### La relazione con Monet

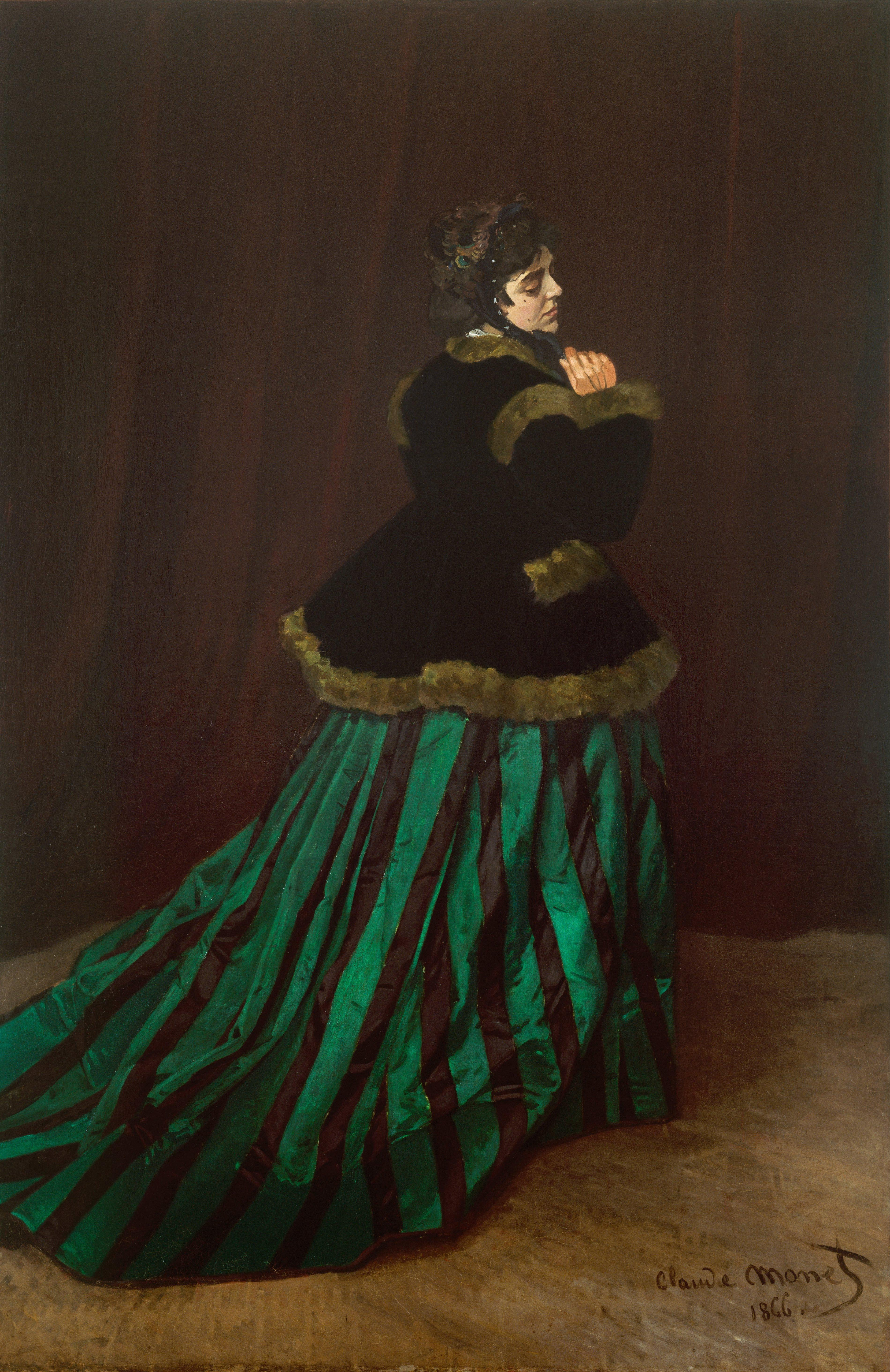
La donna col vestito verde (1866) di Claude Monet

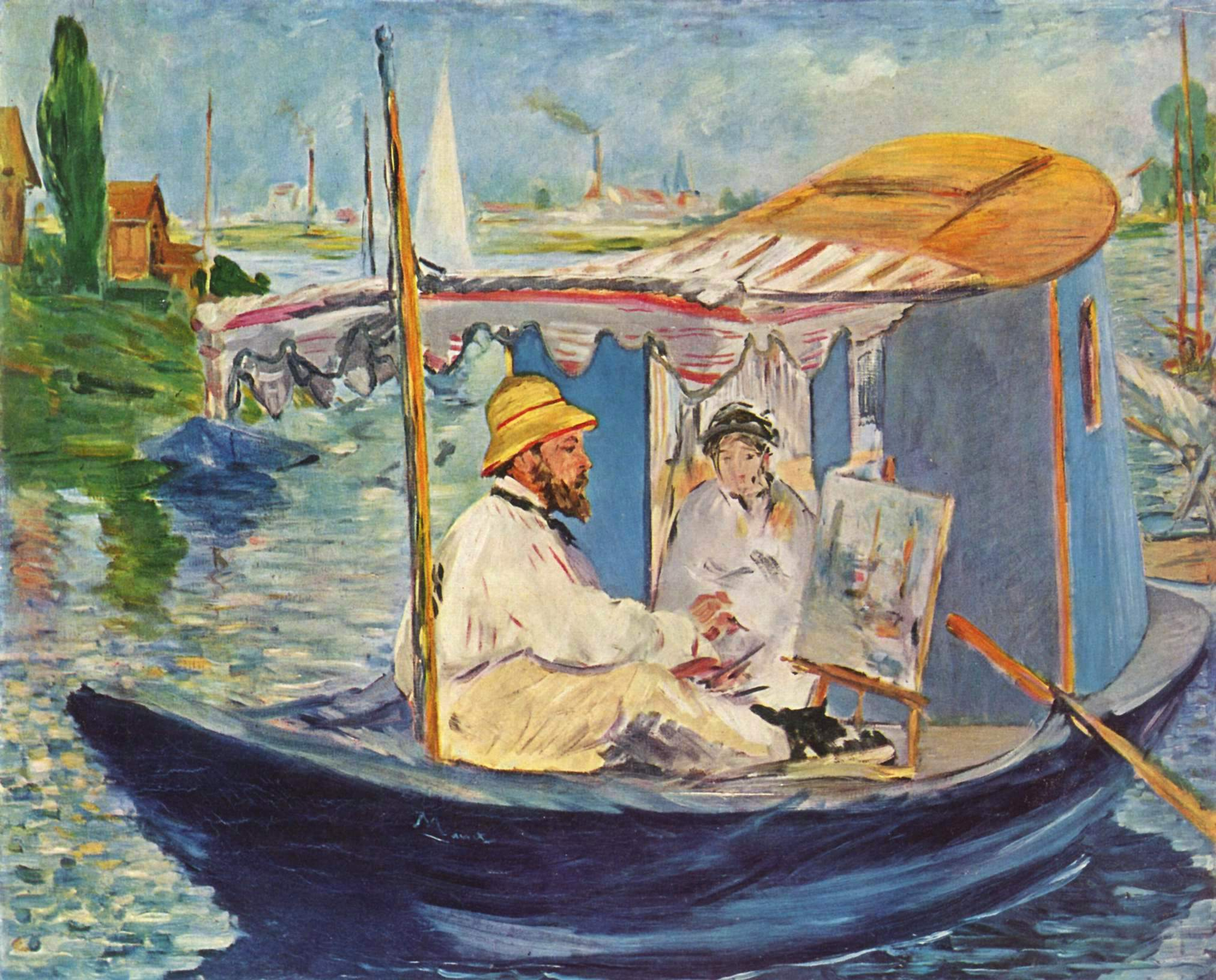
Monet che dipinge sulla sua barca (1874) di Manet

Camille iniziò la relazione con Monet nel 1865, quando lei aveva 18 anni. I due condividevano un monolocale e vivevano in povertà. La loro storia d'amore era disapprovata dai familiari di lui, specialmente durante il periodo in cui i due, nel 1867, attendevano la nascita del primo figlio Jean. Durante l'estate di quell'anno, Monet andò a Sainte-Adresse per visitare il padre e la zia Sophie Lecadre lasciando temporaneamente la compagna a Parigi senza sostenerla economicamente (tornò da lei soltanto durante il parto) e dando l'impressione di non esserle più legato sentimentalmente. Nel 1868 Monet andò a vivere con Camille e Jean a Parigi, nascondendo al padre e alla zia il fatto di essere suo marito. Durante la primavera del 1868, per sfuggire ai creditori e ridurre le spese, i tre si trasferirono a Gloton, un piccolo villaggio vicino a Bennecourt. Vennero cacciati dalla locanda dove alloggiavano per non aver pagato l'affitto. Camille e Jean trovarono altre persone del luogo disposte a ospitarli; Monet iniziò a cercare il modo di guadagnare denaro per sopravvivere.
Nel frattempo, a partire dalla metà degli anni sessanta del secolo, Camille iniziò a posare per il marito, che considerava la sua musa ispiratrice oltre che la sua modella preferita, e altri artisti come Pierre-Auguste Renoir e Édouard Manet. Il dipinto La donna col vestito verde, realizzato da Monet nel 1866, fu acclamato dalla critica e acquistato da Arsène Houssaye per 800 franchi.
Camille e Monet si sposarono il 28 giugno 1870 nell'ottavo arrondissement di Parigi con rito civile. Il pittore Gustave Courbet era un testimone. Sebbene il padre di Monet non fosse presente perché non approvava il suo matrimonio, i genitori di Camille presenziarono alla cerimonia. In quella circostanza Camille ricevette una dote di 1.200 franchi, che rappresentava due anni di investimento ereditati interamente alla morte del padre. I genitori di lei vollero che i soldi della dote fossero tenuti in un conto separato a nome di Camille per proteggere il denaro dai creditori di Claude Monet. La coppia portò con sé il figlio Jean in viaggio di nozze a Trouville-sur-Mer e soggiornò all'Hotel Trivoli. Per evitare di venire arruolato nell'esercito quando scoppiò la guerra franco-prussiana (1870-1871), Monet si separò dalla moglie e il figlio per andare a visitare il padre malato a Le Havre, e poi in Inghilterra, con i soldi che, a suo dire, gli aveva dato il padre; Camille e Jean lo raggiunsero l'ottobre del 1870.
All'inizio del 1871 Camille, Monet e Jean vivevano a Bath Place (l'odierna Kensington High Street), a Londra. L'unico dipinto realizzato da Monet nella capitale britannica raffigurante la moglie è Repose, dove lei siede su una chaise longue tenendo un libro in grembo.
La famiglia andò a vivere a Vétheuil con Ernest e Alice Hoschedé, due amici di Monet impoveriti a causa del loro stile di vita considerato "stravagante". Le due famiglie si trasferirono poco dopo in un'abitazione vicina e più grande nella quale avrebbero potuto alloggiare i dodici membri degli Hoschedé e dei servitori.

### Ultimi anni di vita
La salute cagionevole di Camille, peggiorata ulteriormente a causa della nascita del secondo figlio Michel, nato il 17 marzo 1878, spinse Monet a utilizzare i proventi derivanti dalla vendita dei suoi quadri per pagare le sue cure mediche e Alice ad accudire la donna. Mentre Camille si trovava sul letto di morte, il 31 agosto 1879, un sacerdote diede l'estrema unzione e sanzionò religiosamente il matrimonio civile dei Monet. Camille morì a Vétheuil il 5 settembre 1879, all'età di 32 anni, di cancro pelvico (secondo altre fonti di tubercolosi, o di un aborto fallito). Monet la dipinse sul letto di morte.

## Galleria d'immagini

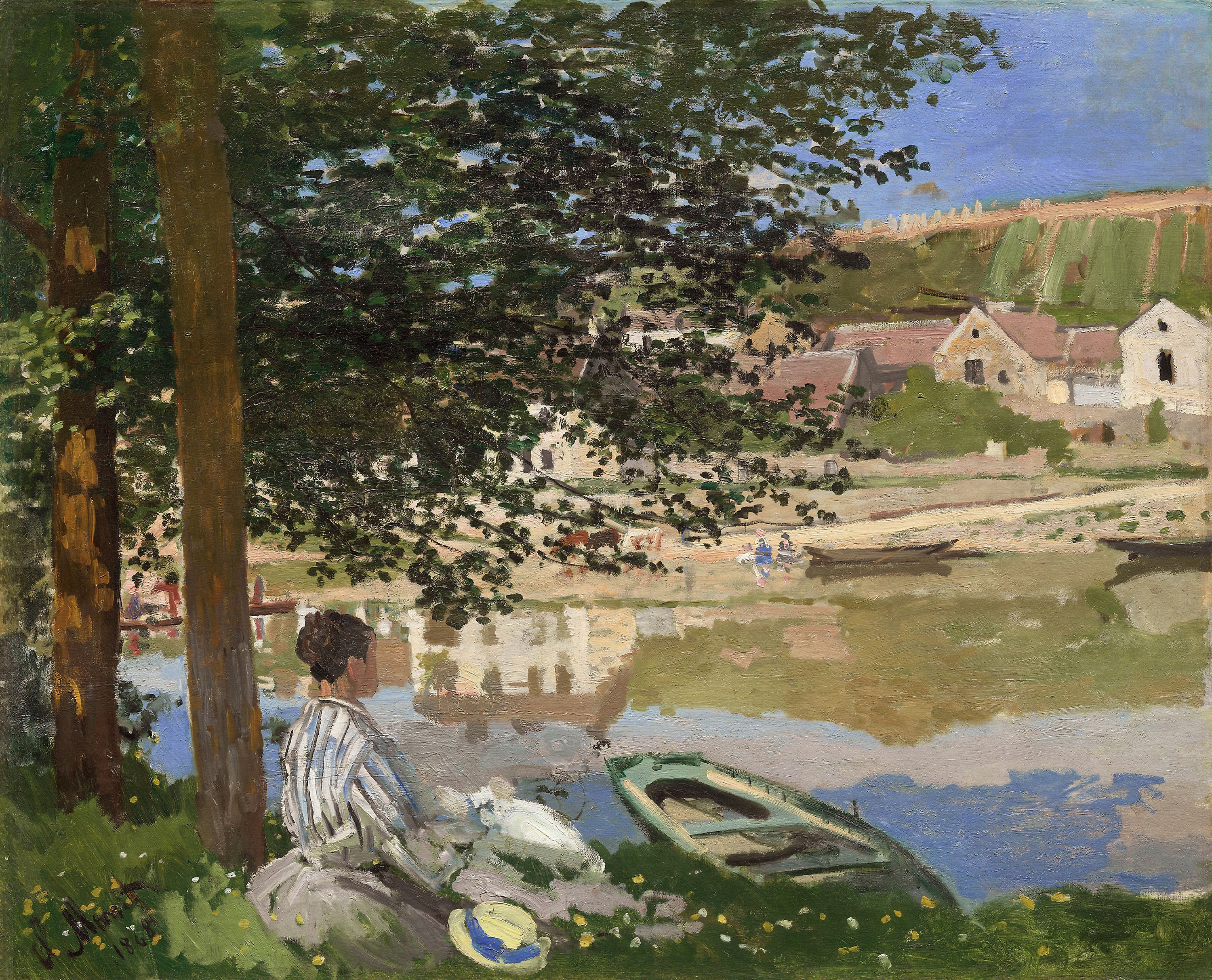
Sulla riva della Senna, a Bennecourt (1868) di Claude Monet
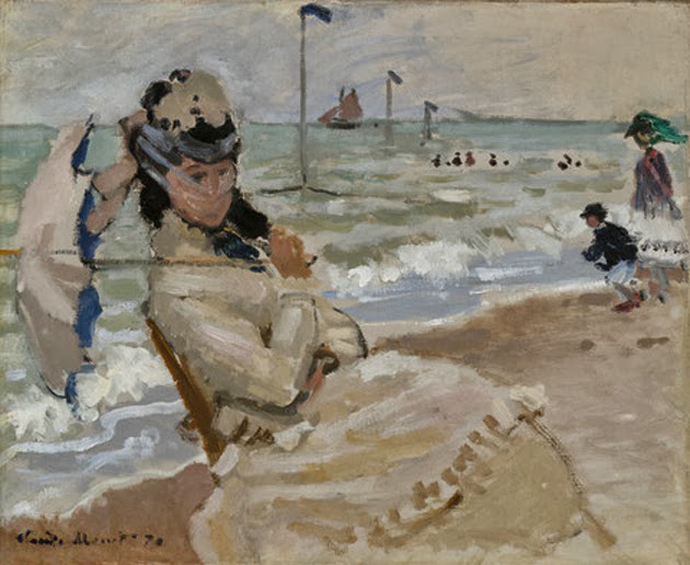
La spiaggia di Trouville (1870) di Claude Monet
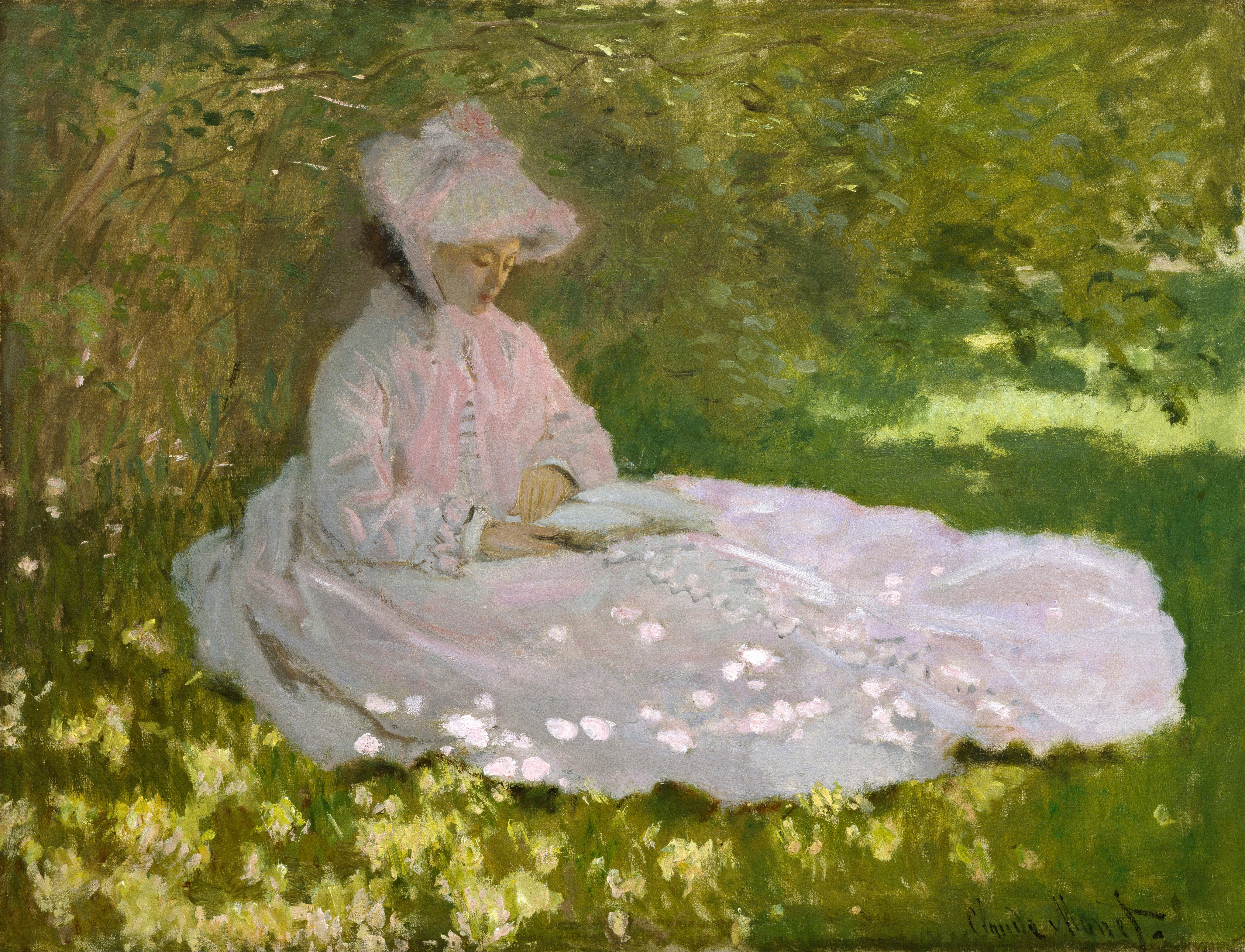
Primavera (1872) di Claude Monet
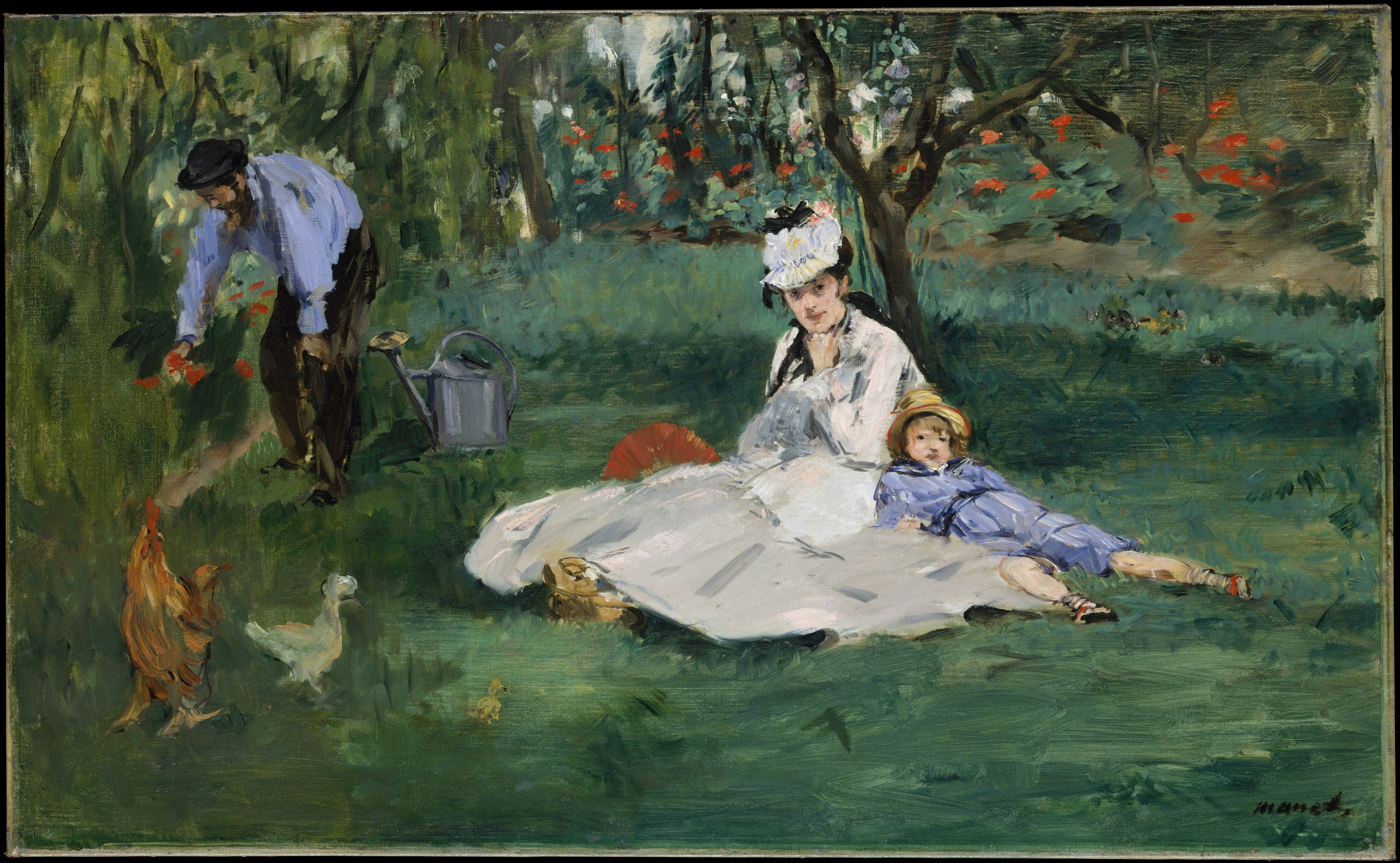
La famiglia Monet nel loro giardino ad Argenteuil (1874) di Édouard Manet
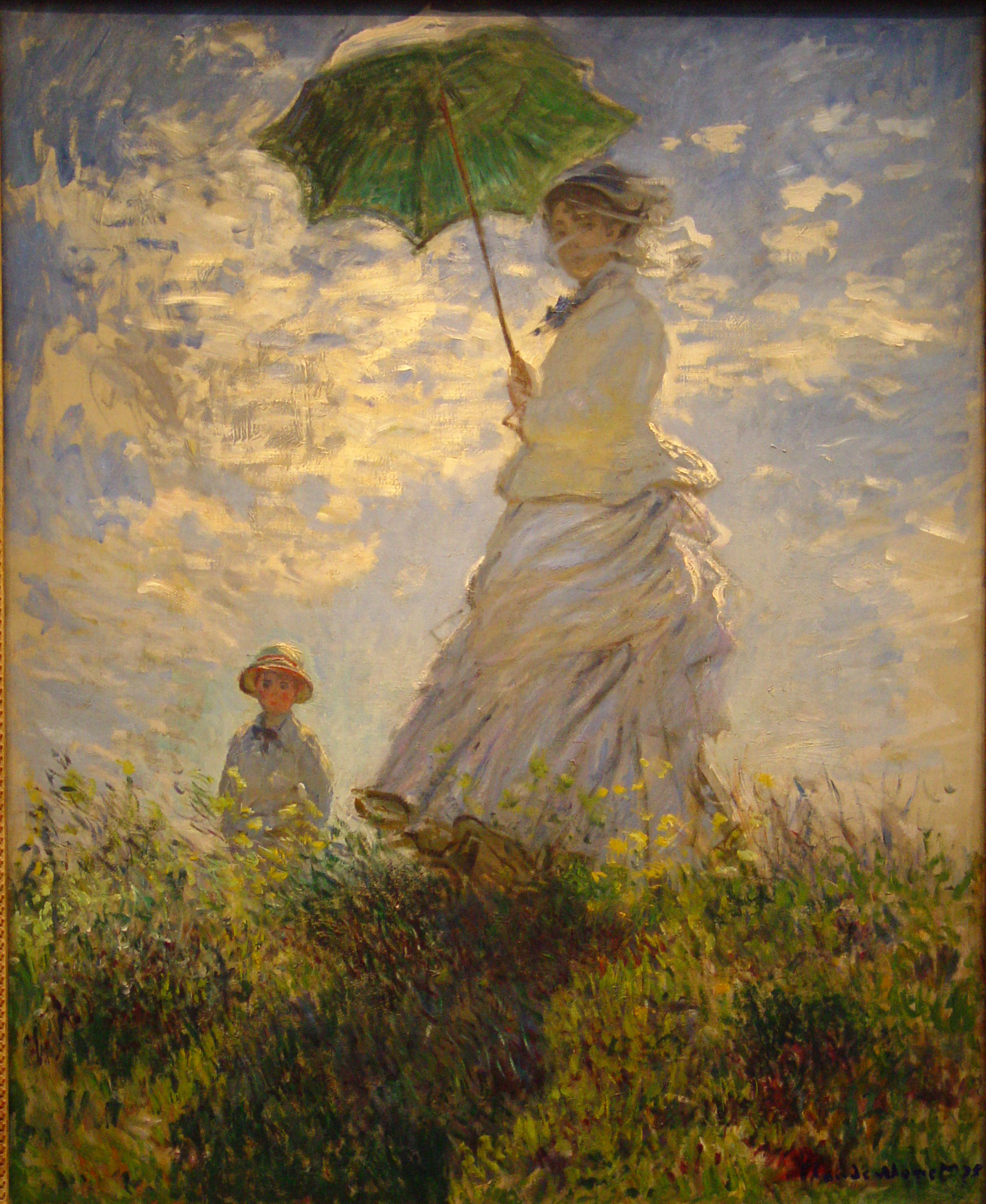
La passeggiata (Camille Monet con il figlio Jean sulla collina) (1875) di Claude Monet
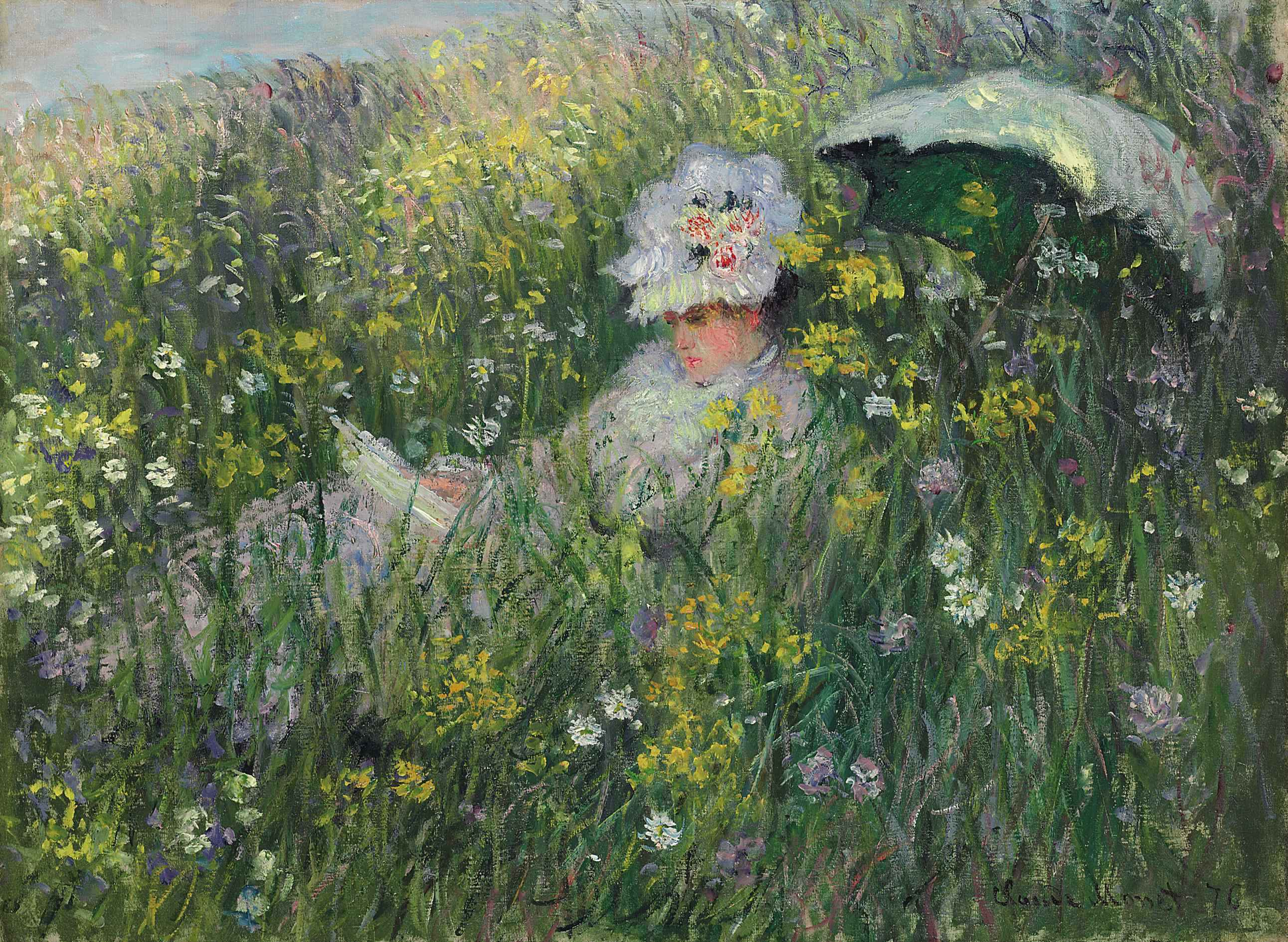
Nel prato (1876) di Claude Monet